# Sviceanivka, Novomoskovsk
Sviceanivka (în ucraineană Свічанівка) este un sat în orașul raional Pereșcepîne din raionul Novomoskovsk, regiunea Dnipropetrovsk, Ucraina.

## Demografie
Componența lingvistică a localității Sviceanivka
     Ucraineană (97,2%)
     Rusă (2,8%)
Conform recensământului din 2001, majoritatea populației localității Sviceanivka era vorbitoare de ucraineană (97,2%), existând în minoritate și vorbitori de rusă (2,8%).